# Болтівець Сергій Іванович
Сергій Іванович Болтівець (народився 7 квітня 1956 в Києві) — український вчений у галузі психології, доктор психологічних наук (2005), кандидат педагогічних наук (1991), професор (2008).

## Освіта
- Закінчив Київський державний педагогічний інститут ім. О. М. Горького (1978),
- здобувач Інституту педагогіки (1986–1991).

## Трудова діяльність
Основні місця роботи:
- вчитель української мови та літератури середніх шкіл № 2, 97 м. Києва, санаторної школи-інтернату № 22 для дітей з психоневрологічними захворюваннями (1978–1982);
- заступник директора з навчально-виховної роботи санаторної загальноосвітньої школи-інтернату № 22 м. Києва для дітей з психоневрологічними захворюваннями (1982–1989);
- заступник директора з навчально-методичної роботи Київського міського інституту удосконалення вчителів, проректор з навчальної та наукової роботи Київського міжрегіонального інституту удосконалення вчителів імені Бориса Грінченка (1989–2000).
- З 2000 — заступник директора з науково-експериментальної та організаційної роботи, головний науковий співробітник лабораторії вікової психофізіології Ін-ту психології ім. Г. С. Костюка АПН України;
- професор Національного медичного університету ім. О. О. Богомольця (з 2000).

## Наука
Основні напрями наукової роботи: вікова психологія, педагогічна психологія, історія психології і педагогіки, андрагогіка, психогігієна навчання і виховання, соціальна психогігієна.
Тема кандидатської дисертації — «Особливості організації навчально-виховного процесу в загальноосвітніх санаторних школах-інтернатах для дітей, що страждають на психоневрологічні захворювання». Тема докторської дисертації — «Теоретико-методичні засади педагогічної психогігієни».
Член редколегій наукових та науково-методичних журналів «Післядипломна освіта», «Практична психологія та соціальна робота», «Проблеми сучасної психології», «Психологія і суспільство», «Урок української», «Ринок праці та зайнятість населення», часопису для українського шкільництва «Жива вода».

## Громадська діяльність
- Голова Всеукраїнського координаційного бюро Міжнародної громадсько-державної програми «Освіта дорослих України», що діє за сприяння Міжнародного інституту ціложиттєвого навчання ЮНЕСКО (2000),
- член Європейської асоціації безпеки (European Association for Security) (2003).
- Президент Всесвітнього педагогічного музею (2001),
- Президент Українського фонду психогігієни (2003).
- Член науково-методичної комісії з післядипломної освіти Міністерства освіти і науки України, член Фахової ради в галузі «Державне управління» Державної акредитаційної комісії України.

## Відзнаки
- Відмінник народної освіти УРСР (1992),
- Відмінник освіти України (1996).
- почесна грамота Академії педагогічних наук України (2002),
- нагрудний знак МОН України «За наукові досягнення» (2006).